# Ведмедиця кайя
Ведмедиця Кайя (лат. Arctia caja) — метелик з родини ведмедиць (Arctiidae).
Розмах крил від 45 до 65 мм. Передні крила коричневі з білим малюнком (який інколи відсутній), задні — оранжеві з чорними плямами (в спокої передні крила прикривають задні). Яскраве забарвлення слугує для відлякування хижаків, оскільки, як і в більшості яскраво забарвлених комах, гемолімфа цього виду отруйна. Також забарвлення слугує для відлякування птахів: коли птах наближається до метелика, він розкриває крила, демонструючи яскраву задню пару. Доки птах отямлюється від різкої зміни, метелик встигає втекти.

## Поширення і живлення
Ведмедиця Кайя поширена по всій Європі (на північ сягає Лапландії), в Азії та Північній Америці. Піднімається в гірські місцевості до 2000 м над рівнем моря. Полюбляє вологі місця, тому часто її можна зустріти в долинах річок, а також в садах та парках. Вид є нічним, і зазвичай його можна побачити лише коли він прилітає на світло. Гусениця з довгими волосками трапляється набагато частіше. Довжина до 60 мм. Якщо її потурбувати, вона прикидається мертвою. Живиться різноманітними рослинами, особливо часто трапляється на малині, чорниці, калині, жимолості, вересі і рокитнику.

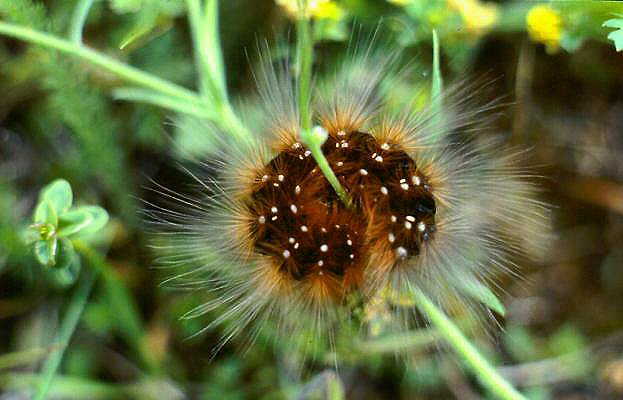
Гусениця ведмедиці Кайя
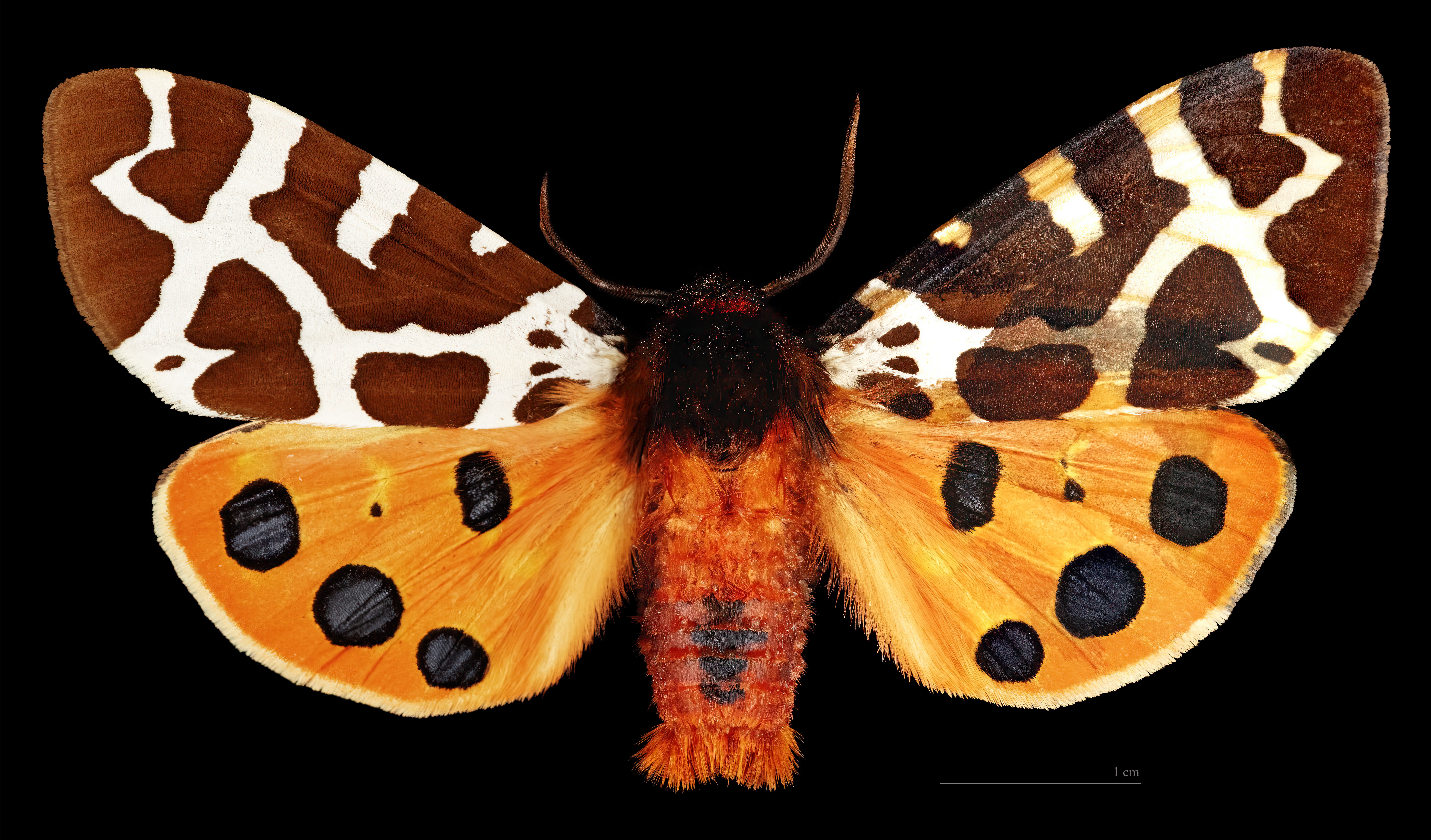
♂
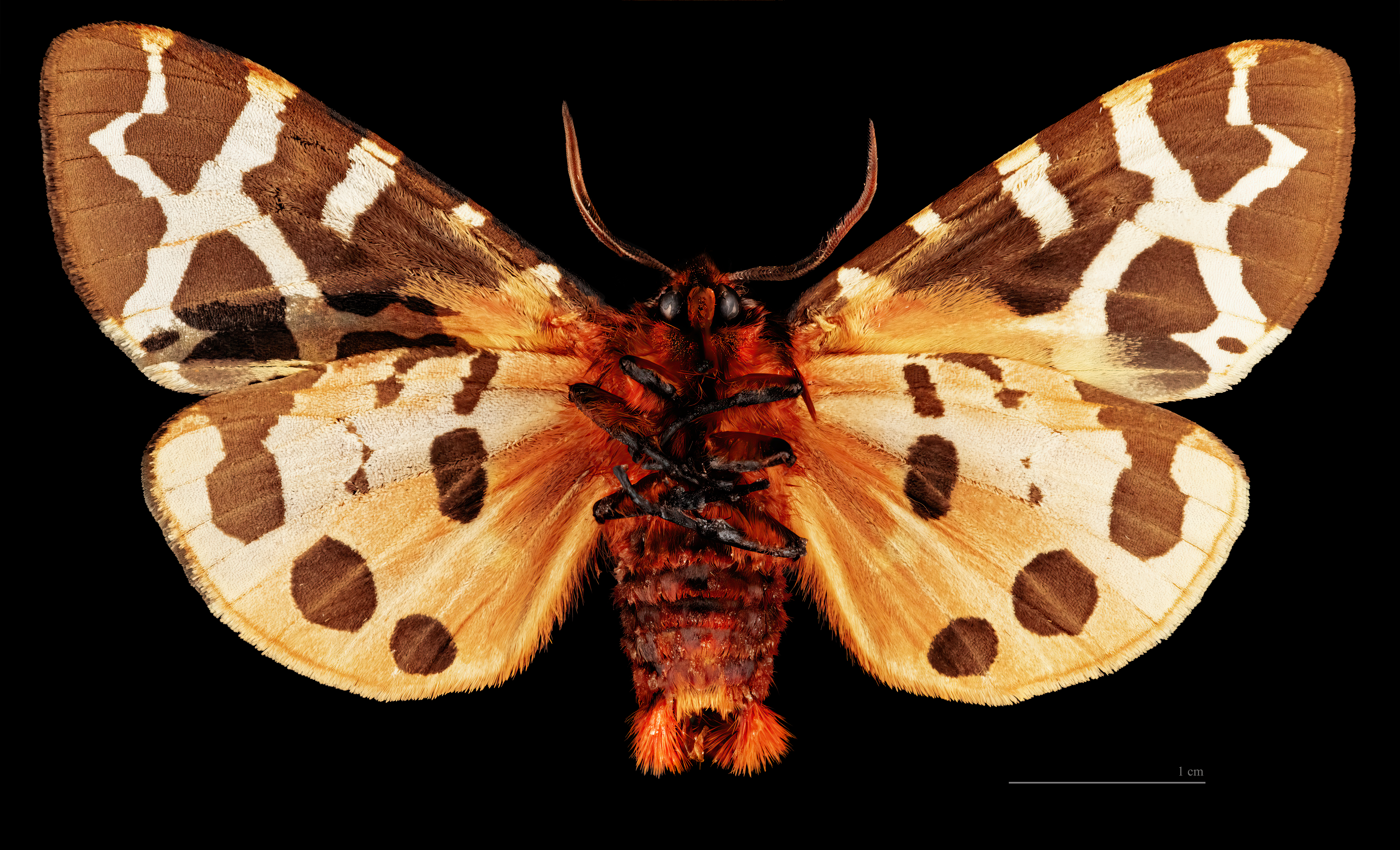
♂ △

## Розмноження
У липні метелики відкладають яйця великими блакитнувато-білими групами на нижню сторону листків. Гусениці виходять у серпні. Вони зимують у ґрунті. Заляльковуються в червні-липні наступного року. Імаго виходять у липні-серпні.

## Цікаві факти
- 2021 року цей вид метеликів оголошено в Німеччині метеликом року.